# كاتيا سانتوس
كاتيا سانتوس هي عارضة فلبينية، ولدت في 6 فبراير 1982 في مانيلا في الفلبين.

## وصلات خارجية
- كاتيا سانتوس على موقع IMDb (الإنجليزية)
- كاتيا سانتوس على موقع روتن توميتوز (الإنجليزية)
- كاتيا سانتوس على موقع ميوزك برينز (الإنجليزية)
- كاتيا سانتوس على موقع قاعدة بيانات الفيلم (الإنجليزية)